# Marika degli inferni
Marika degli inferni (Mariken van Nieumeghen) è un film del 1974 diretto da Jos Stelling. Basato sull'omonimo testo del XVI secolo, è il film di esordio di Jos Stelling in qualità di regista. Fu in concorso al Festival di Cannes del 1975 per la Palma d'oro come miglior film.